# Linwood (Nebraska)
Linwood – wieś w Stanach Zjednoczonych, w stanie Nebraska, w hrabstwie Butler.